# Darrell Pace
Darrell Pace   () és un arquer estatunidenc, ja retirat, guanyador de tres medalles olímpiques.
El 1976 va prendre part en els Jocs Olímpics d'Estiu de Montreal, on va guanyar la medalla d'or en la competició individual del programa de tir amb arc. No va poder participar en els Jocs Olímpics de Moscou de 1980 pel boicot estatunidenc a aquells Jocs. El 1984, als Jocs de Los Angeles, tornà a guanyar la medalla d'or en la competició individual del programa de tir amb arc. El 1988, a Seül, disputà els seus tercers i darrers Jocs Olímpics. Fou novè en la competició individual, mentre en la prova per equips, junt a Jay Barrs i Richard McKinney, guanyà la medalla de plata.
En el seu palmarès també destaquen onze medalles en el Campionat del Món, set d'or i quatre de plata, entre les edicions de 1975 i 1987, així com dotze medalles en els Jocs Panamericans, nou d'or, dues de plata i una de bronze, entre el 1979 i el 1987. A nivell nacional guanyà el campionat estatunidenc en sis ocasions, de 1973 a 1976, 1978 i 1980. Durant la seva carrera va establir nombrosos rècord mundials.
El 2011, com a part de la celebració del 80è aniversari de la World Archery Federation, va ser declarat "Arquer del segle".